# Gustav von Burg (Zoologe)

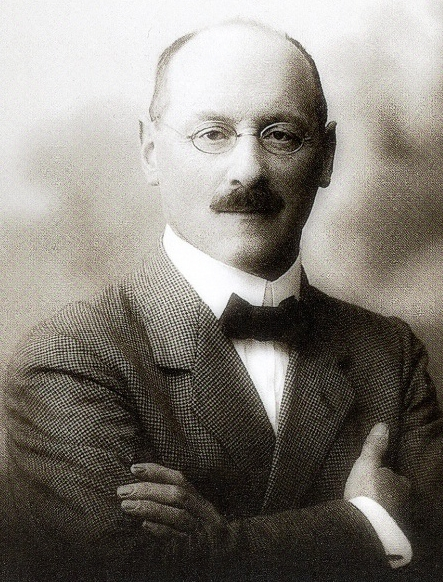
Gustav von Burg (ca. 1921)

Gustav von Burg (* 14. Mai 1871 in Olten; † 16. April 1927 ebenda) war ein Schweizer Lehrer, Ornithologe und Publizist. Seine Forschungen waren wegweisend für die Ornithologie sowie die Kleinsäuger- und Jagdkunde.

## Leben und Werk

### Familie
Gustav von Burg war ein Sohn des aus Bettlach stammenden Lehrers und Naturkundlers Jean von Burg (1840–1898) und der aus Wangen bei Olten stammenden Walburga Husi. Er heiratete 1900 die Lehrerin Ida Meier aus Olten. Zusammen mit ihren Töchtern Ruth († 1998) und Jenny († 2005) wohnten sie im Elternhaus von Burgs an der Ziegelfeldstrasse in Olten.

### Jugend und Tätigkeit als Lehrer
Als Jäger sammelte sein Vater Präparate von Vögeln und Säugern der Gegend. Die Kenntnis der Vögel und ihrer Rufe von der Aare-Ebene bis hinauf zu den Jurahöhen hatte in der Familie Tradition. Auch von Burg sammelte in seiner Jugend Kleinsäuger, zog Jungsäuger und Jungvögel auf, hielt und pflegte studienhalber Alttiere in Gefangenschaft und führte ein Naturtagebuch.
1890 erlangte von Burg das Lehrerpatent für den Kanton Solothurn und unterrichtete danach in Boningen. Anschliessend studierte er an der Universität Neapel Italienisch und an der Universität Genf Französisch und erwarb 1895 das Bezirksschullehrerpatent für die humanistischen Fächer im Kanton Solothurn. Da dieses auch im Kanton Aargau gültig war, konnte er zunächst zwei Jahre an der Bezirksschule in Zofingen unterrichten, bevor er 1897 zum Bezirksschullehrer für Französisch und Italienisch an der Bezirksschule in Olten gewählt wurde.
Aufgrund seines fundierten Wissens und dank dem guten Namen, den sich sein Vater als Naturkundler erworben hatte, durfte von Burg mit Genehmigung der Regierung bald auch Unterricht in Naturkunde und Geographie erteilen. Mit seinen Schülern unternahm er Exkursionen in der freien Natur und baute seinen Unterricht auf den Beobachtungen der Schüler auf. Auch lehrte er sie, die Vögel am Gesang und Flug zu erkennen, und machte sie auf die morphologischen und biologischen Besonderheiten der Pflanzenwelt aufmerksam.

### Ornithologe und Jäger
Sein Haus war der Vorläufer der heutigen Vogelwarten. Im Verlauf der Jahre baute er dort eine ornithologische Zentrale mit Bibliothek und ornithologischer Sammlung auf. Dies wurde zur ersten grossen ornithologischen Meldezentrale der Schweiz mit einer Anlaufstelle für Vogelschutzfragen, einer Empfangsstelle für ausländische Ornithologen und über 1400 Mitarbeitern. Als Ornithologe war von Burg auch im Ausland sehr bekannt.
Bald nach seinem Rücktritt als Gründungspräsident der Schweizerischen Gesellschaft für Vogelkunde und Vogelschutz im Jahr 1913 erwuchs von Burg aus dem Vorstand dieser Gesellschaft eine Gegnerschaft, die seine wissenschaftliche Zuverlässigkeit und Kompetenz zunehmend in Frage stellte und die weitere Herausgabe der Verzeichnisse im Jahr 1916 und des Kataloges selber gerne übernommen hätte.
Von Burg betrieb in seinen Jagdrevieren auch Wildforschung. Zusammen mit seinem Freund Richard Biedermann-Imhoof pachtete er 1911 und 1912 die aneinandergrenzenden Jagdreviere Eptingen und Langenbruck und schuf darin – für Schweizer Verhältnisse einmalig – auf privater Basis ein acht Quadratkilometer grosses zoologisches Reservat, die «Reservation Bölchen-Lauch», die er faunistisch und botanisch studieren wollte. In den Jahren 1911 bis 1914 wurde sein Haus auch als «Wildforschungs-Institut» bezeichnet.

### Publizist
Von Burg übernahm 1902 im Auftrag des Bundes die Redaktion des grossen avifaunistischen Werks «Katalog der schweizerischen Vögel», das er bis zu seinem Tode 1927 weiterführte. Im Archiv des Nationalparks befindet sich eine Sammlung von insgesamt 19 Briefen von Burgs an die zoologische Subkommission, die seine Arbeit im Zeitraum von 1916 bis 1925 recht umfassend wiedergeben. Ebenso wird dort sein Schlussbericht über die Säugetiere im Gebiet des Nationalparks aufbewahrt, die er in den Jahren von 1917 bis 1925 feststellte.
Für die Naturforschende Gesellschaft Graubünden (NGG) publizierte von Burg 1924 anlässlich ihres 100-jährigen Bestehens im Jubiläumsband einen Artikel «Über die Abhängigkeit der Vögel vom Klima, mit besonderer Berücksichtigung der höheren Region Graubündens». Auch verfasste von Burg zahlreiche Publikationen in verschiedenen Jagdzeitschriften.
Durch sein engagiertes politisches Auftreten als bekannter Publizist – er vertrat eine ablehnende Stellung zu der deutschen Kriegspolitik, insbesondere sprach er sich gegen den Überfall auf Belgien durch die deutsche Wehrmacht im Ersten Weltkrieg aus – war von Burg entsprechend exponiert. So wurde er in mehrere Presseprozesse verwickelt und führte selber solche. 1924 wurde auch ein Prozess gegen seine wissenschaftliche Redlichkeit geführt. Trotz Freispruch beschloss von Burg, seine Forschungstätigkeit abzubrechen und sich von der Wissenschaft zurückzuziehen.

### Ämter
Nach dem Tod seines Vaters trat von Burg in dessen Fussstapfen. 1898 wurde er Aktuar des von seinem Vater gegründeten «Ornithologischen Vereins Olten» und Mitglied der erweiterten Museumskommission. Zudem wurde er als Nachfolger seines Vaters zum Präsidenten der Krankenkasse von Olten und Umgebung gewählt, bis er 1914, wiederum als Präsident, die neue Krankenkasse der Stadt Olten übernahm, deren Gründung er vorangetrieben hatte. Von Burg setzte sich als Förderer und Vordenker für eine eidgenössische Alters- und Invalidenversicherung ein.
1900 wurde von Burg Präsident der Bezirksschulkommission Olten, und bald darauf war er auch Präsident des Lehrervereins Olten und Olten-Gösgen sowie Kassier des von seinem Vater mitbegründeten Lehrerbundes in Solothurn.
1909 wurde er zum Präsidenten der neu gegründeten Schweizerischen Gesellschaft für Vogelkunde und Vogelschutz sowie 1910 vom Bundesrat zum Mitglied der eidgenössischen ornithologischen Kommission gewählt. Von 1921 bis 1927 war von Burg Mitglied der Naturforschenden Gesellschaft Graubünden (NGG).

## Ehrungen
Der als Auslandschweizer in Eutin lebende Richard Biedermann-Imhoof versuchte zu erreichen, dass von Burg dort einen Ehrendoktor-Titel erhielt. Da Biedermann «Alldeutscher» war und von Burg öffentlich gegen die deutsche Kriegspolitik Stellung bezog, war dies aus politischen Gründen nicht mehr möglich. Umso mehr stieg sein Ansehen bei den französischen Ornithologen, die ihn zum Ehrenmitglied in der «Société ornithologique de France» ernannten. In Belgien wurde ihm der Ehrentitel eines Chevalier du Roi (Chevalier de l’Ordre de Léopold II) verliehen. Henri Louis Ernest Jouard widmete ihm 1928 Parus ater burgi, eine Unterart der Tannenmeise die heute als Synonym zur Nomionatform betrachtet wird.

## Verschollene Werke
Viele Arbeiten von Burgs sind bis heute nicht auffindbar, so seine Meldungen von 1885 bis 1925 an die eidgenössische ornithologische Kommission wie auch das gesammelte Aktenmaterial der Arbeit der Kommission. Im Bundesarchiv sind wenigstens einige Schreiben hinterlegt, vor allem aus der Zeit von Burgs, die etwas Aufschluss geben. Des Weiteren sind von Burgs Tagebücher, seine Kleinsäuger- und ornithologische Sammlung sowie das Aktenmaterial inklusive Meldekarten, die er in seinem Haus aufbewahrt hatte, verschollen.

## Publikationen
- Gustav von Burg: Rückblick und Abschluss (meiner wissenschaftlichen Tätigkeit). Büchler, Bern 1925.